# 쌤소나이트
쌤소나이트(영어: Samsonite)는 여행용 가방, 서류 가방 등을 만드는 글로벌 기업이다. 1910년 미국의 콜로라도주 덴버에서 제시 슈웨이더(Jesse Shwayder)가 슈웨이더 트렁크 회사(Shwayder Trunk Manufacturing Company)를 설립하면서 사업을 시작했다. 슈웨이더는 기독교 성경에 나오는 삼손(Samson)의 이름을 가방에 붙였고, 1941년 "쌤소나이트(Samsonite)"라는 브랜드명을 사용하기 시작했다. 1966년 회사 이름을 쌤소나이트로 바꾸었다. 가방의 자물쇠 장치 쪽에 소비자에게는 제공되지 않는 작은 열쇠 구멍이 장착되어 나오는 것을 볼 수가 있는데, 이는 테러 의심 물질이 있을 경우 공항 보안팀이 해당 키로 열어서 검사를 하기 위해서라는 말이 있다.